# Fraternitas Baltica
Die Fraternitas Baltica war eine deutsch-baltische Studentenverbindung in Riga. Sie wurde am 13. November 1865 am Polytechnikum Riga gegründet.

## Couleur und Wahlspruch
Die Fraternitas Baltica trug die Farben rot-grün-gold mit grünem Deckel. Der Wahlspruch war Freundschaft, Frohsinn, Tugend, Wissen – soll man nie bei den Balten missen. Ihr Wappenspruch, wie jener der Deutsch-Balten, war In Treuen fest.

## Geschichte
Die Fraternitas Baltica wurde am 13. November 1865 von 17 deutsch-baltischen Studenten am drei Jahre zuvor gegründeten Polytechnikum in Riga gegründet. Sie hatte ihren Ursprung im 1863 gegründeten Fechtbodenverein. 1867 war sie an der Gründung des Allgemeinen Polytechniker-Convents beteiligt, der das gesellschaftliche Leben am Institut bestimmte. Die Fraternitas Baltica rekrutierte ihre Mitglieder vor allem im Großbürgertum, im Adel und unter den sogenannten Literaten – worunter im Baltikum ein Stand mit eigener Tradition verstanden wurde, der auf Grund russischer Gesetze mit gewissen bürgerlichen Rechten ausgestattet war.
1869 verließen einige Mitglieder im Streit die Fraternitas Baltica und gründeten das bis heute bestehende Corps Concordia Rigensis.
Während des Ersten Weltkrieges, als das Rigaer Polytechnische Institut nach Moskau evakuiert war, suspendierte die Korporation. 123 Mitglieder nahmen am Krieg teil, davon 99 auf russischer und 24 auf deutscher Seite. Nach Ende des Krieges eröffnete die Fraternitas Baltica ihren Aktivenbetrieb an der Technischen Fakultät der Hochschule Lettlands erneut. 1938 musste sie suspendieren und wurde 1939 schließlich ganz aufgelöst. Der Philisterverein schloss am 25. Oktober 1958 ein Freundschaftsverhältnis mit dem des Corps Concordia Rigensis, welches bis heute die Tradition der Fraternitas Baltica pflegt.

## Bekannte Mitglieder

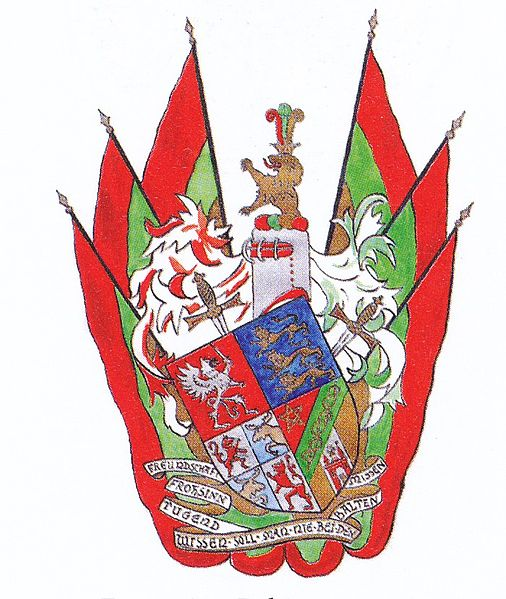
Prunkwappen der Fraternitas Baltica

- George Armitstead (1847–1912), Mitgründer der Fraternitas Baltica. Ingenieur, Unternehmer und Bürgermeister Rigas
- Harald Berens von Rautenfeld (1893–1975), deutschbaltischer Aktivist, Journalist und Diplomat
- Bernhard Bielenstein (1877–1959), Architekt, bedeutender Vertreter des Rigaer Jugendstils
- Walter Lange (1904–1980), Jurist, Jäger und Studentenhistoriker
- Sven Steenberg (1905–1994), Schriftsteller, Drehbuchautor und Jurist
- Friedrich Wachtsmuth (1883–1975), Architekt, Kunsthistoriker, Professor für Vorderasiatische Kunst
- Wolfgang Wachtsmuth (1876–1964), Pädagoge